# 張皇后 (曹芳)
張皇后（ちょうこうごう、生没年不詳）は、中国三国時代の魏の曹芳の皇后。司隸馮翊郡高陵県の人。父は張緝。

## 生涯
先后の甄皇后の死去を受け、嘉平4年（252年）2月に皇后に立てられた。
嘉平6年（254年）2月、父の張緝の司馬師排斥計画が露見し、三族は皆殺しとなった。張皇后は処刑は免れたが、3月に廃位。夫の曹芳もまた9月に、司馬師によって廃位された。
羅貫中の小説『三国志演義』では、第109回で登場。張緝のクーデターが露見した後、司馬師の命令で絞殺される。